# Minucia fuscociliata
Minucia fuscociliata là một loài bướm đêm trong họ Erebidae.